# فهرست دانشگاه‌های سنندج
فهرست دانشگاه‌های سنندج:
| نوع دانشگاه            | سازمان ناظر                       | نام | تأسیس     | شمار دانشجویان |
| ---------------------- | --------------------------------- | --- | --------- | -------------- |
| غیردولتی               | وزرات علوم، تحقیقات و فن آوری     | دانشگاه آزاد اسلامی واحد سنندج، آموزشکده فنی و حرفه‌ای سما سنندج | ۱۳۶۱      | ۱۱۵۰۰          |
| دولتی                  | وزرات علوم، تحقیقات و فن آوری     | دانشگاه کردستان دانشگاه فنی و حرفه‌ای کردستان (دانشکده فنی شهید یزدانپناه سنندج، آموزشکده فنی و حرفه‌ای دختران سنندج) | ۱۳۵۳ ۱۳۵۴ | -              |
| دولتی                  | وزارت بهداشت، درمان و آموزش پزشکی | دانشگاه علوم پزشکی کردستان | ۱۳۶۵      | -              |
| دولتی                  | وزارت آموزش و پرورش               | دانشگاه فرهنگیان (پردیس سنندج) | -         | -              |
| دولتی- سنجش از راه دور | وزرات علوم، تحقیقات و فن آوری     | دانشگاه پیام نور کردستان (واحد سنندج) | -         | -              |
| دولتی- غیرانتفاعی      | وزرات علوم، تحقیقات و فن آوری     | دانشگاه علمی کاربردی کردستان (سنندج یک، مرکزمدیریت صنعتی سنندج، مرکز فرهنگ و هنر، مرکز میراث فرهنگی، مرکز جهاد کشاورزی، مرکز بازرگانی، مرکز طب نتقال خون) مرکز آموزش جهاد دانشگاهی سنندج مرکز آموزش ورمقانی زیر نظر سازمان فنی و حرفه‌ای استان کردستان | -         | -              |
| غیردولتی، غیرانتفاعی   | وزرات علوم، تحقیقات و فن آوری     | مؤسسه آموزش عالی ماد مؤسسه آموزش عالی توسعه دانش | - ۱۳۹۱    | -              |